# Takuya Kawamura
Takuya Kawamura (jap. 川村 卓也 Kawamura Takuya) (ur. 24 kwietnia 1986 w Morioce) – japoński koszykarz, grający na pozycji rzucającego obrońcy, reprezentant kraju, obecnie zawodnik SeaHorses Mikawa. 
W 2009 reprezentował Phoenix Suns, podczas rozgrywek letniej ligi NBA w Las Vegas.
Został pierwszym w historii koszykarzem z liceum, który rozpoczął występy w najwyższej klasie rozgrywkowej Japonii.
Został najmłodszym zawodnikiem mistrzostw świata w 2006. 

## Osiągnięcia
Stan na 21 stycznia 2020, na podstawie, o ile nie zaznaczono inaczej.
Drużynowe
- Mistrz Japonii (2010)
- Wicemistrz Japonii (2014)

Indywidualne
- MVP:
  - meczu gwiazd ligi japońskiej (2008/2009, 2011/2012)
  - miesiąca ligi japońskiej (listopad 2013, kwiecień 2014)
- Debiutant roku ligi japońskiej (2006)
- Zaliczony do I składu:
  - ligi japońskiej (2009, 2013)
  - mistrzostw Japonii (2007)
  - Pucharu Cesarza (2007, 2014)
- Uczestnik meczu gwiazd ligi japońskiej (2005/2006, 2006/2007, 2007/2008, 2008/2009, 2009/2010, 2010/2011, 2011/2012, 2012/2013, 2013/2014, 2016/2017, 2018/2019)
- Zwycięzca konkursu rzutów za 3 punkty ligi japońskiej, rozegranego podczas meczu gwiazd (2007/2008)
- Lider:
  - strzelców ligi japońskiej (2009–2012)
  - ligi japońskiej w:
  - asystach (2012)
  - przechwytach (2012)

Reprezentacja
- Wicemistrz FIBA Asia Challenge (2010)
- Brązowy medalista Pucharu Williama Jonesa (2010)
- Uczestnik:
  - mistrzostw:
    - świata (2006 – 20. miejsce)
    - Azji
      - 2005 – 5. miejsce, 2007 – 8. miejsce, 2011 – 7. miejsce
      - U–18 (2004 – 9. miejsce)

  - kwalifikacji azjatyckich do mistrzostw świata (2017 – 4. miejsce)
- Zaliczony do I składu mistrzostw Azji (2011)